# Wolfslaar Restaurant
Wolfslaar Restaurant is een restaurant in Breda. Het heeft sinds 2005 een Michelinster.
In de 2018 gids kent GaultMillau het restaurant 16 van de maximaal 20 punten toe.
Chef-kok van Wolfslaar Restaurant is Maarten Camps.
Het restaurant is gevestigd in het koetshuis van het Landgoed Wolfslaar. Het verhuisde in 2011 tijdelijk naar het landhuis toen het koetshuis grondig gerenoveerd werd. Het leeuwendeel van het landgoed is beschermd rijksmonument, inclusief het koetshuis zelf.